# GAZ-42
 (juin 2021).
Si vous disposez d'ouvrages ou d'articles de référence ou si vous connaissez des sites web de qualité traitant du thème abordé ici, merci de compléter l'article en donnant les références utiles à sa vérifiabilité et en les liant à la section « Notes et références ».
Le GAZ-42 était un camion produit par GAZ de 1939 à 1946. Le véhicule était équipé d'un gazogène à bois.